# Perigordià
Perigordià (de Perigord, regió de França), en prehistòria, fou una fase cultural que marcà l'inici del Paleolític superior. Té una cronologia de 35.000-20.000 BP. Es va originar de la cultura anomenada mosteriana, de finals del Paleolític mitjà. El terme Perigordià va ser introduït el 1933 per Denis Peyrony, que originalment distingia sis subnivells: del Perigordià I al Perigordià VI.
Al Perigordià se'l divideix en tres subfases: la primera fase (o inicial) anomenada xatelperronià (eines denticulades, ganivets de síl·lex); la segona fase o evolucionada, anomenada gravetià (puntes Font Robert, burins de Noailles); i la tercera fase o perigordià superior.
Els crítics han assenyalat que encara no s'ha trobat cap seqüència contínua d'ocupació perigordiana i que res fa suposar que precedís la indústria aurignaciana sino que haurien pogut coexistir.